# Jackie Sandler
Jacqueline Samantha "Jackie" Titone Sandler (Coral Springs, 24 de setembro de 1974) é uma atriz, modelo e humorista estadunidense conhecida por suas aparições nos filmes produzidos e escritos por seu marido, o ator Adam Sandler.

## Infância
Jacqueline Samantha Titone nasceu em Coral Springs na Florida. Seus pais eram Lila e Joseph Titone, um advogado e legislador estadual. Ela é de origem Italiana.

## Carreira
Jacqueline começou sua carreira como modelo, durante seus anos de colégio. Ela trabalhou tanto para empresas de moda nacionais como internacionais. Ela entrou em contato com a indústria do cinema através do ator, escritor e diretor Rob Schneider. Isso a levou a conhecer os amigos de Rob, e um deles se tornou o seu futuro marido, Adam Sandler, de quem recebeu um papel como garçonete no filme O Paizão. Ela, agora, geralmente participa de filmes escritos e dirigidos por Sandler.

## Vida pessoal

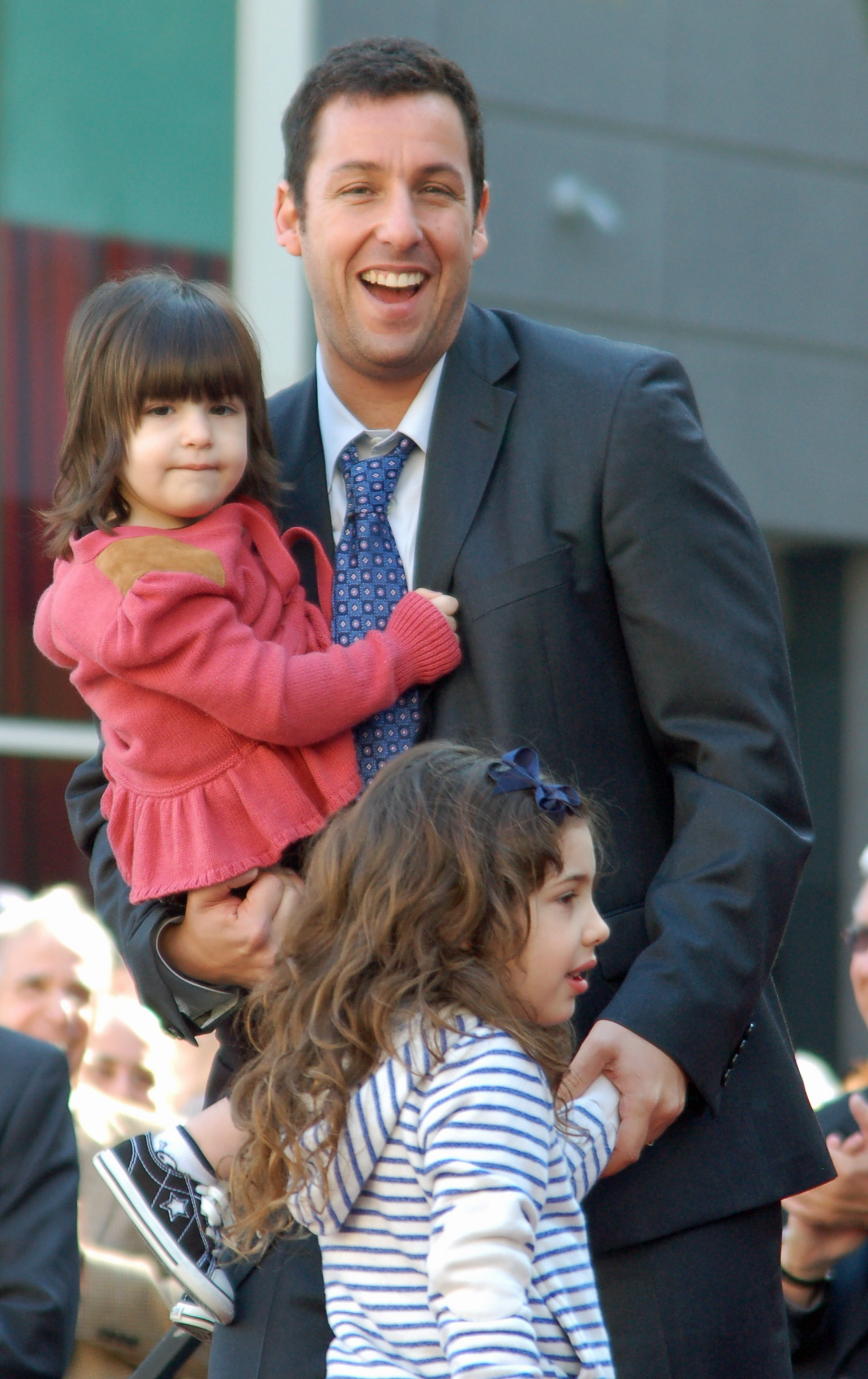
Seu marido, Adam Sandler, e suas filhas Sadie e Sunny.

Ela se converteu ao Judaísmo em 2000. Ela se casou com o ator, comediante e músico Adam Sandler no dia 22 de junho de 2003. Eles têm duas filhas, Sadie Madison Sandler (6 de maio de 2006) e Sunny Madeline Sandler (2 de novembro de 2008).

## Filmografia

### Cinema
| Ano  | Título                                    | Personagem               |
| ---- | ----------------------------------------- | ------------------------ |
| 1999 | O Paizão                                  | Garçonete                |
| 1999 | Gigolô por Acidente                       | Sally                    |
| 2000 | Um Diabo Diferente                        | Jenna                    |
| 2002 | Oito Noites de Loucura de Adam Sandler    | Jennifer (voz)           |
| 2003 | Duplex                                    | Empregada de bar         |
| 2004 | Como Se Fosse a Primeira Vez              | Dentista                 |
| 2006 | Os Esquenta-Banco                         | Cliente                  |
| 2007 | Eu os Declaro Marido e... Larry           | Professora               |
| 2008 | Um Faz de Conta Que Acontece              | Senhorita Jacqueline     |
| 2009 | Segurança de Shopping                     |                          |
| 2010 | Gente Grande                              | Jackie Tardio            |
| 2011 | Esposa de Mentirinha                      | Veruca                   |
| 2011 | O Zelador Animal                          | Garçonete TGIF           |
| 2011 | Bucky Larson: Born to Be a Star           | Diretora de elenco       |
| 2012 | Hotel Transilvânia                        | Martha (voz)             |
| 2012 | Este é o Meu Garoto                       | Masseuse                 |
| 2013 | Gente Grande 2                            | Jackie Tardio            |
| 2014 | Juntos e Misturados                       | Madrasta                 |
| 2015 | Pixels                                    | Assistente do presidente |
| 2019 | Mistério no Mediterrâneo                  | Aeromoça                 |
| 2023 | Você Não Tá Convidada Pro Meu Bat Mitzvá! | Gabi Rodríguez Katz      |
| 2025 | Happy Gilmore 2                           | Monica                   |

### Televisão
| Ano  | Título              | Personagem   |
| ---- | ------------------- | ------------ |
| 2007 | O Rei do Bairro     | Sra. Kaufman |
| 2013 | Rules of Engagement | Nurse Linda  |